# Calopăr
Calopăr è un comune della Romania di 3 890 abitanti, ubicato nel distretto di Dolj, nella regione storica dell'Oltenia.
Il comune è formato dall'unione di 5 villaggi: Belcinu, Bâzdâna, Calopăr, Panaghia, Sălcuța.